# Paranthura polynesica
Paranthura polynesica là một loài chân đều trong họ Paranthuridae. Loài này được Kensley miêu tả khoa học năm 1979.